# Грамоз Пашко
Грамоз Пашко (алб. Gramoz Pashko; нар. 11 лютого 1955, Тирана — пом. 16 липня 2006, Адріатичне море) — албанський економіст і політик.

## Біографія
У 1977 році він закінчив факультет економіки Тиранського університету. У 1983 році він захистив докторську дисертацію у своїй альма-матер, а у 1989 році отримав звання професора економіки. У своїх дослідженнях він зосередився на проблемах стагфляції і функціонування ринкової економіки у Західній Європі.
На початку 90-х років він приєднався до групи «Грудень 90» (Dhjetori 90), радикальної організації антикомуністичної молоді. Він також був одним із засновників Демократичної партії Албанії. У червні 1991 року він був призначений заступником прем'єр-міністра і міністром економіки в уряді стабілізації, який очолив Іллі Бафі. Після отримання влади ДПА у 1992 році, Пашко був відповідальним за процес трансформації економіки держави.
Його конфлікт з Салі Берішею призвів до виходу Пашко з ДПА. Разом з іншими членами ДПА він заснував партію Демократичний альянс. З часом, він присвятив себе науковій кар'єрі, працював ректором першого приватного університету у Тирані. У 2005 році він повернувся до лав Демократичної партії, яку він заснував, хоча і не обіймав будь-яких високих посад, зосередившись на бізнес-консалтингу.
Пашко отримав травму голови 16 липня 2006 під час дайвінгу у Хімарі на півдні Албанії. Вертоліт, який транспортував його до Барі (Італія) на лікування, потерпів крах над Адріатичним морем. Шестеро людей загинули в аварії: двоє пілотів, інженер, лікар, Пашко і його син Рубен, який їхав з ним.